# Província de Düzce

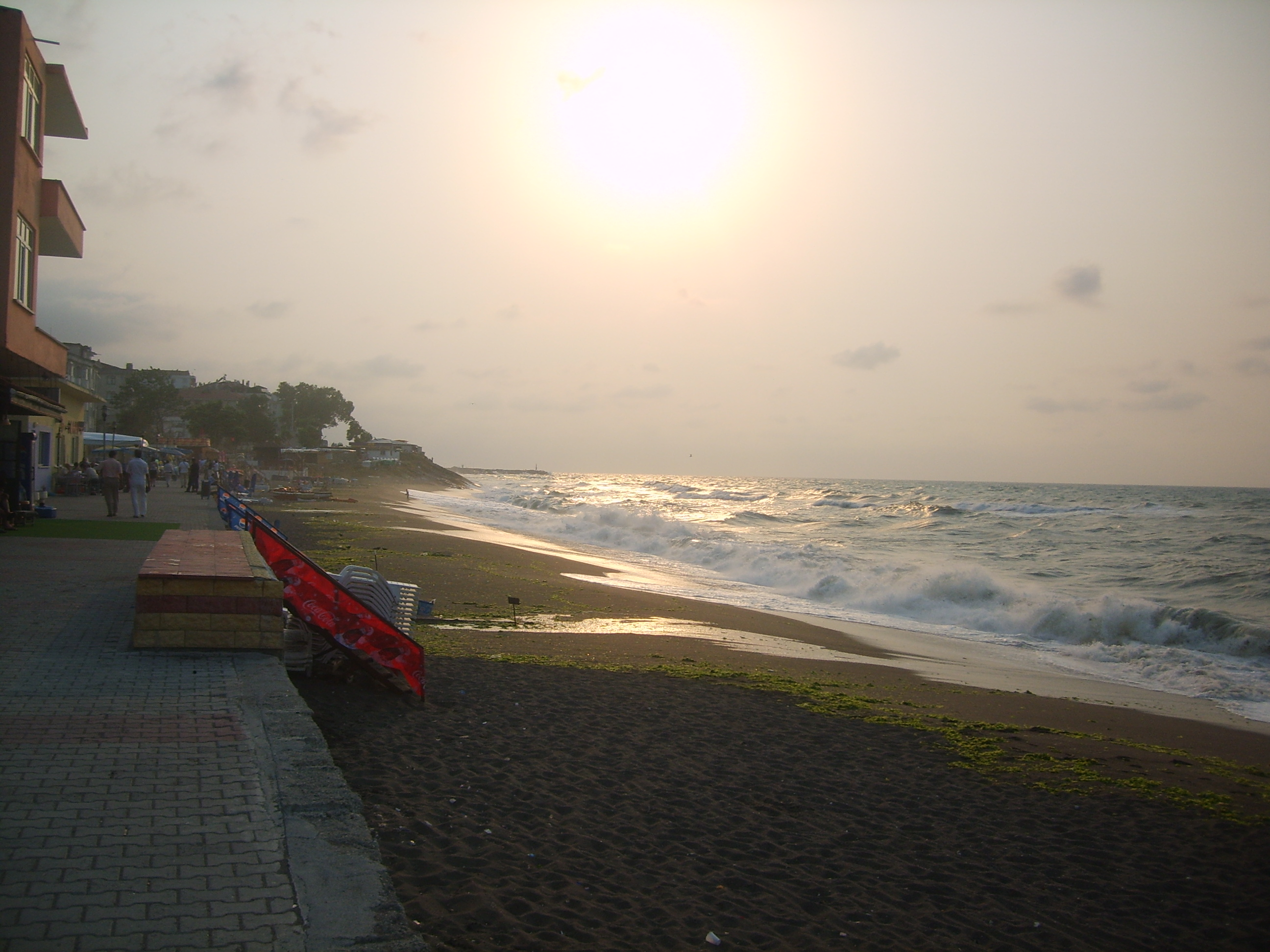
Una vista del districte d'Akçakoca

Düzce és una província situada a la part nord-occidental de Turquia. Es troba en la línia de costa del mar Negre i és travessada per l'autopista principal entre Istanbul i Ankara. La ciutat principal n'és Düzce. Hi ha ruïnes gregues antigues a la província.
Düzce es va separar de la província de Bolu, i va esdevenir una província de ple dret després d'un devastador terratrèmol el novembre del 1999.
Dins de Turquia, s'anomenava com "les Nacions Unides de Turquia", ja que els seus habitants tenen fons ètnics molt diversos: turcs, circassians, abkhazos, txveneburi, lazis, gitanos, vinguts des dels Balcans i últimament una mica de kurds i zazes. La població total de la província (segons el cens del 2009) és de 335.156 persones.

## Districtes
La província de Düzce es divideix en 8 districtes (la capital de districte està ressaltada en negreta):
- Akçakoca
- Çilimli
- Cumayeri
- Düzce
- Gölyaka
- Gümüşova
- Kaynaşlı
- Yığılca